# 560 Деліла
560 Деліла (560 Delila) — астероїд головного поясу, відкритий 13 березня 1905 року Максом Вольфом у Гейдельберзі.